# Chenevières
Chenevières ist eine französische Gemeinde mit 477 Einwohnern (Stand 1. Januar 2022) im Département Meurthe-et-Moselle in der Region Grand Est (vor 2016 Lothringen). Sie gehört zum Arrondissement Lunéville und zum Kanton Baccarat.

## Geografie
Die Gemeinde liegt etwa 38 Kilometer südöstlich von Nancy im Süden des Départements Meurthe-et-Moselle. Nachbargemeinden sind Saint-Clément im Nordwesten und Norden, Flin im Osten und Südosten sowie Vathiménil im Südwesten. Die Gemeinde besteht aus dem Dorf Chenevières sowie Einzelgehöften. Der Fluss Meurthe durchquert Chenevières und bildet streckenweise die Gemeindegrenze. Weite Teile der Gemeinde sind bewaldet. Auf dem Gebiet der Gemeinde liegt der Hauptanteil der Luftwaffenbasis Saint-Clément.

## Geschichte
Der Ort wird 965 in der lateinischen Form Canaveræ erstmals in einem Dokument erwähnt. Die französische Form Cheneveires taucht 1130 in einem Dokument der Abtei Beaupré auf. Chenevières gehörte historisch zur Provinz Trois-Évêchés (Drei Bistümer), die faktisch 1552 an Frankreich fiel. Bis zur Französischen Revolution lag die Gemeinde dann im Grand-gouvernement de Lorraine-et-Barrois. Von 1793 bis 1801 war die Gemeinde dem Distrikt Lunéville und dem Kanton Aizerailles zugeteilt. Von 1801 bis 2015 war sie Teil des Kantons Gerbéviller. Seit 1801 ist Chenevières zudem dem Arrondissement Lunéville zugeordnet. Die Gemeinde lag bis 1871 im alten Département Meurt(h)e. Seither bildet sie einen Teil des Départements Meurthe-et-Moselle.

## Bevölkerungsentwicklung
| Jahr                       | 1962 | 1968 | 1975 | 1982 | 1990 | 1999 | 2007 | 2019 |
| Einwohner                  | 367  | 342  | 427  | 371  | 451  | 490  | 471  | 490  |
| Quellen: Cassini und INSEE |      |      |      |      |      |      |      |      |

## Verkehr
Chenevières liegt an der Bahnstrecke von Lunéville nach Saint-Dié-des-Vosges und hat eine eigene Haltestelle. Durch die Gemeinde führt die N59, jedoch ohne direkten Anschluss. Ein Vollanschluss besteht in der Nachbargemeinde Saint-Clément. Für den regionalen Verkehr ist die D590 wichtig, die durch das Dorf führt.

## Sehenswürdigkeiten
- Dorfkirche Église de l’Assomption
- Denkmal und Gedenkplatte für die Gefallenen[2][3]
- zwei Wegkreuze
- ehemalige Mühle mit Produktion von Keramik
- ehemalige Stärkefabrik
- Circuit de Chenevières

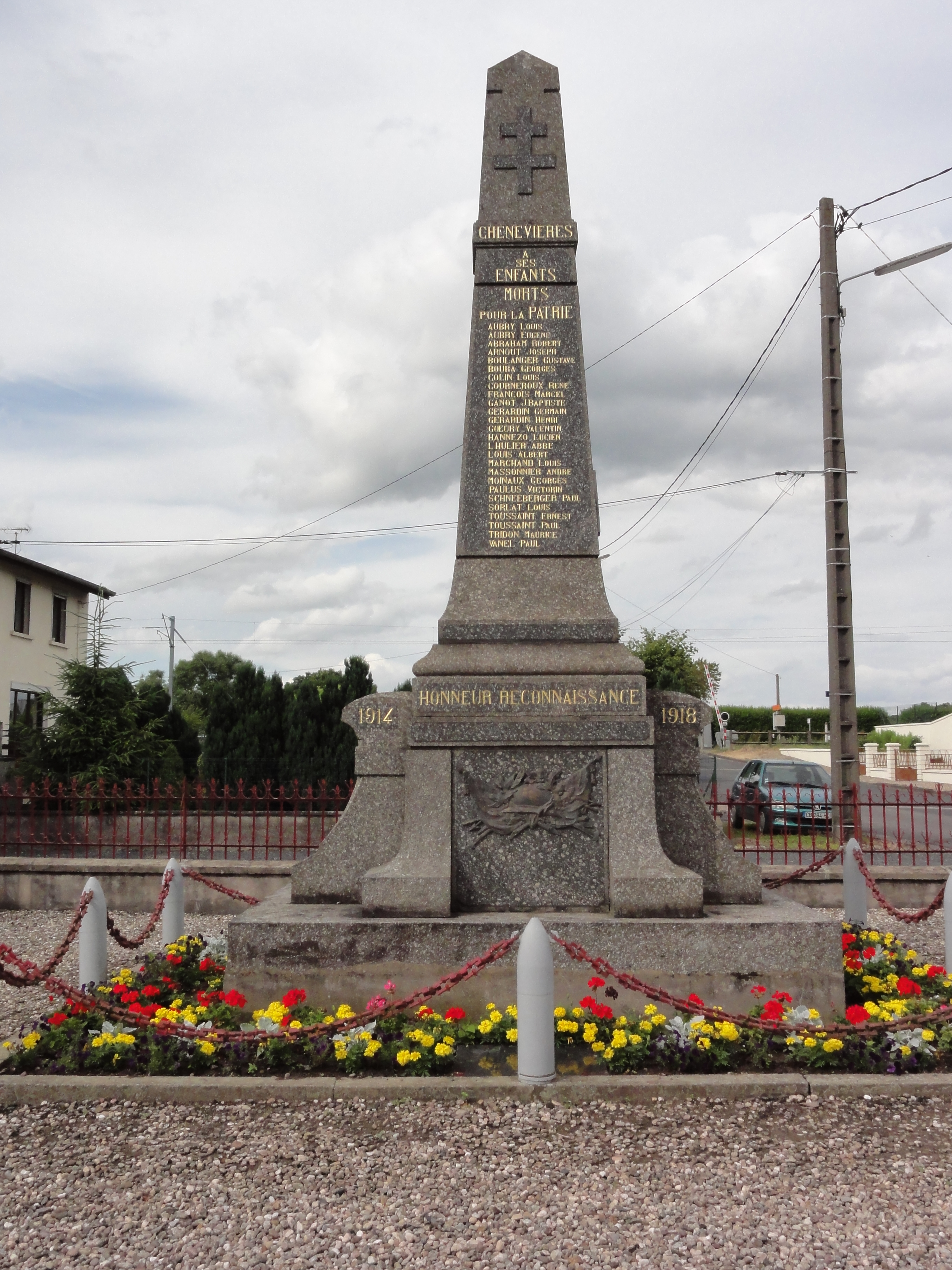
Denkmal für die Gefallenen
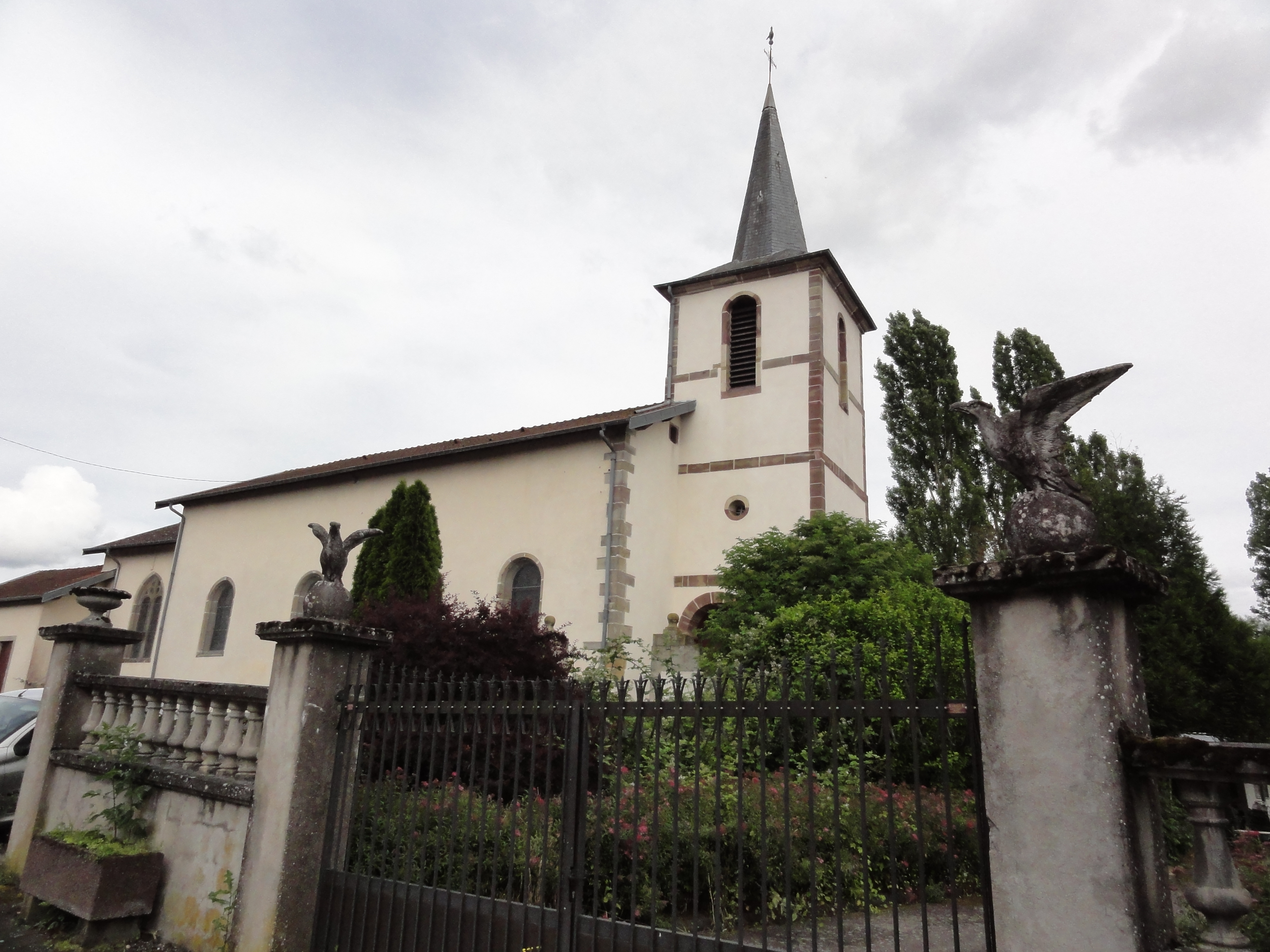
Dorfkirche Église de l’Assomption
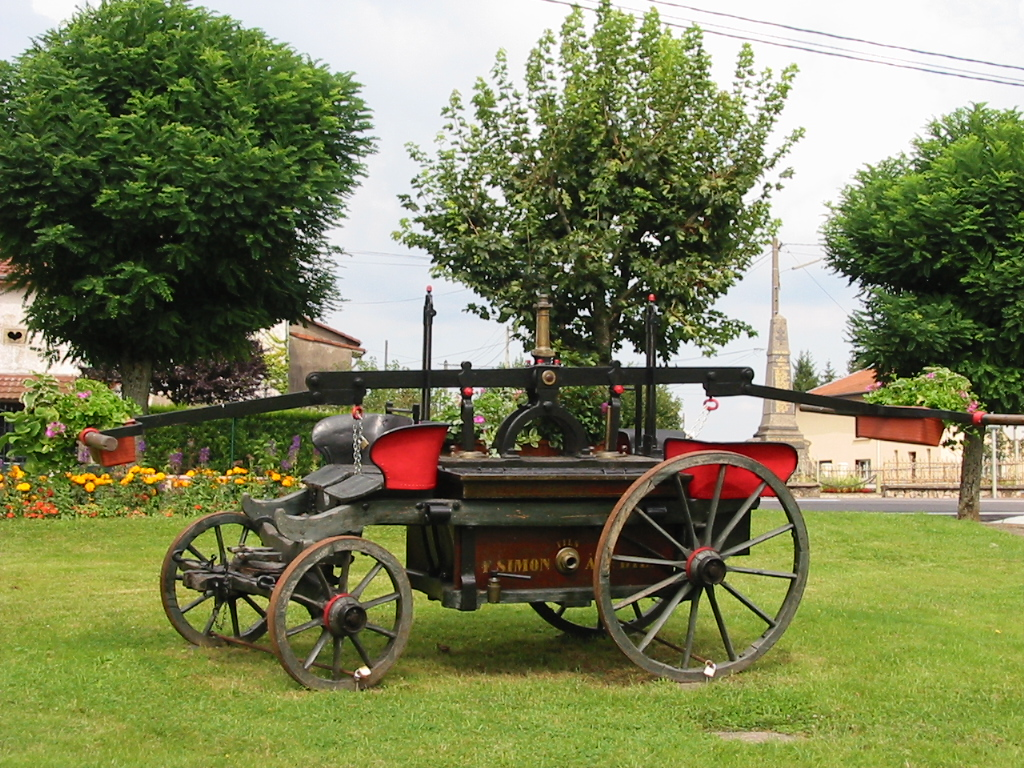
Handpumpe
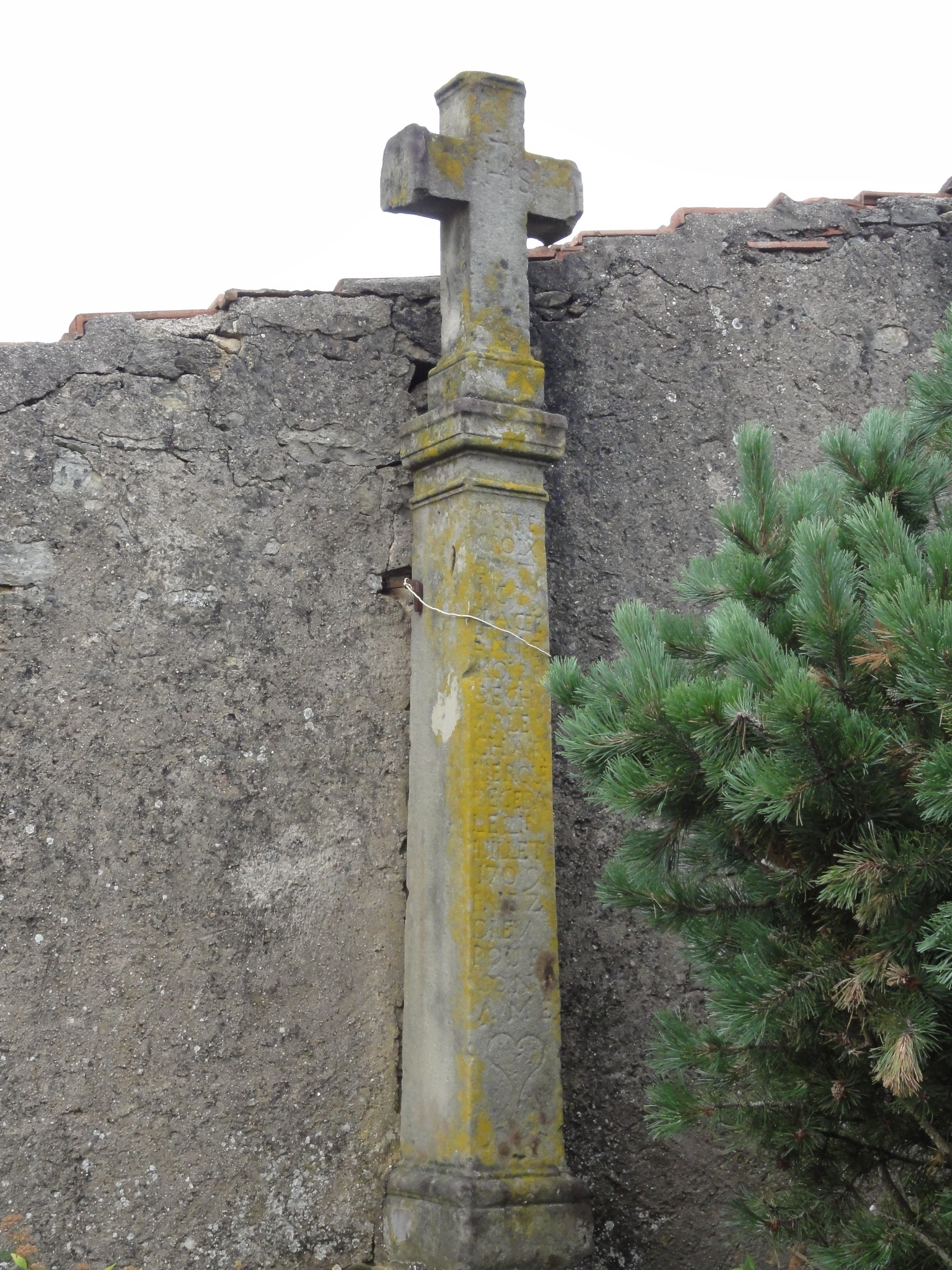
Eines der Wegkreuze
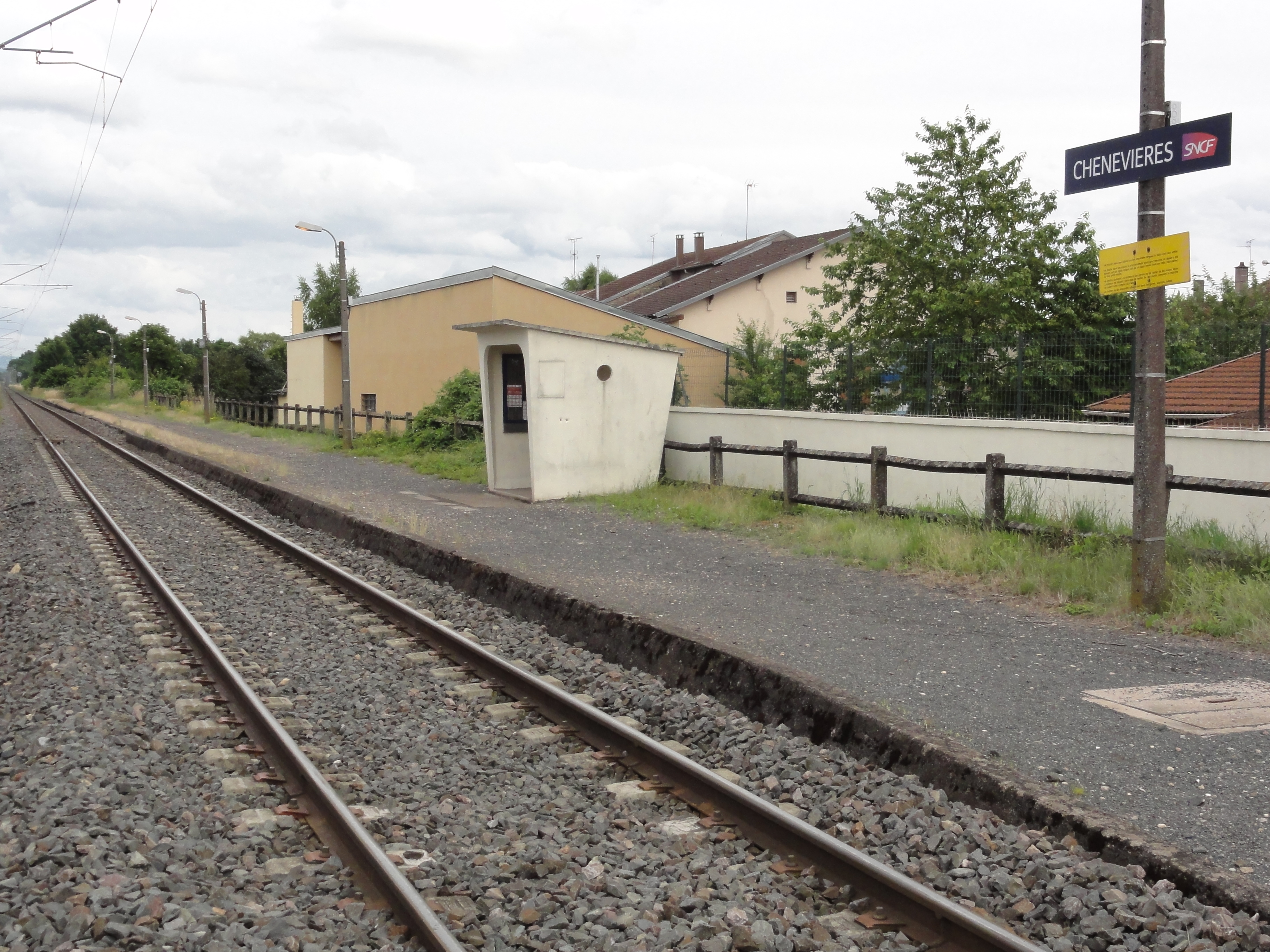
Haltestelle Chenevières